# Abraham Gottlob Werner
Abraham Gottlob Werner (Osiecznica, 25 de setembro de 1749 — Dresden, 30 de junho de 1817) foi um geólogo e mineralogista alemão que estabeleceu uma teoria inicial sobre a estratificação da crosta terrestre e propôs uma história da Terra que veio a ser conhecida como neptunismo. Embora a maioria dos princípios do neptunismo tenha sido deixada de lado, Werner é lembrado por sua demonstração de sucessão cronológica em rochas; pelo zelo com que infundiu seus alunos; e pelo impulso que deu ao estudo da geologia. Ele foi chamado de "pai da geologia alemã".

## Biografia
Werner nasceu em Wehrau (atual Osiecznica, voivodia da Baixa Silésia), uma vila na Silésia prussiana. Sua família estava envolvida na indústria de mineração há muitos anos. Seu pai, Abraham David Werner, era capataz em uma fundição em Wehrau.
Werner foi educado em Freiberg e Leipzig, onde estudou direito e mineração, e foi então nomeado inspetor e professor de mineração e mineralogia na pequena, mas influente, Academia de Mineração de Freiberg em 1775.
Enquanto estava em Leipzig, Werner se interessou pela identificação e classificação sistemática de minerais. Dentro de um ano, ele publicou o primeiro livro moderno sobre mineralogia descritiva, Von den äusserlichen Kennzeichen der Fossilien (Sobre os caracteres externos dos fósseis [ou dos minerais]; 1774).

Durante sua carreira, Werner publicou muito pouco, mas sua fama como professor se espalhou por toda a Europa, atraindo alunos, que se tornaram discípulos virtuais, e espalhou suas interpretações por suas terras natais, por exemplo, Robert Jameson, que se tornou professor em Edimburgo, e Andrés Manuel del Río, que descobriu o vanádio. Socrático em seu estilo de palestra, Werner desenvolveu uma apreciação pelas implicações e inter-relações mais amplas da geologia dentro de seus alunos, que forneceram um público entusiasmado e atento. Os alunos de Werner, Friedrich Mohs (que em 1818 também foi sucessor da cadeira de Werner na Academia de Mineração de Freiberg), Robert Jameson e G. Mitchell até tinham planos de estabelecer um instituto análogo à Academia de Mineração de Freiberg em Dublin, que foram devido à morte de algumas pessoas envolvidas nunca realizadas.  

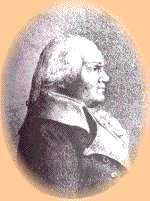
Abraham Gottlob Werner

Werner foi atormentado por uma saúde frágil durante toda a sua vida e passou uma existência tranquila nas imediações de Freiberg. Um ávido colecionador de minerais em sua juventude, ele abandonou completamente o trabalho de campo mais tarde em sua vida. Não há evidências de que ele tenha viajado para além da Saxônia em toda a sua vida adulta. Ele morreu em Dresden de complicações internas que teriam sido causadas por sua consternação com os infortúnios que se abateram sobre a Saxônia durante as Guerras Napoleônicas. Ele está enterrado no Neuen Annenfriedhof, no sudoeste de Dresden. A sepultura é marcada por uma pedra simples inscrita com seu nome.
Ele foi eleito membro estrangeiro da Real Academia Sueca de Ciências em 1810.

## Teoria de Werner
Partindo das tradições preexistentes de estratigrafia e cosmogonia na Europa, aplicou a superposição em uma classificação semelhante à de Johann Gottlob Lehmann. Ele acreditava que a Terra poderia ser dividida em cinco formações:
1. Série Primitiva (Urgebirge): rochas ígneas intrusivas e metassedimentos de alto escalão considerados os primeiros precipitados do oceano antes do surgimento da terra.
2. Série de Transição (Übergangsgebirge): calcários mais endurecidos, diques, soleiras e sequências espessas de grauvaques que foram os primeiros depósitos ordenados do oceano. Essas eram formações "universais" que se estendiam sem interrupção ao redor do mundo.
3. Série Secundária ou Estratificada (Flötz): as rochas fossilíferas estratificadas restantes e certas rochas "armadilhas" associadas. Acreditava-se que eles representavam o surgimento de montanhas sob o oceano e eram formados a partir dos produtos resultantes da erosão depositada em seus flancos.
4. Série Aluvial ou Terciária (Aufgeschwemmte): areias, cascalhos e argilas pouco consolidados formados pela retirada dos oceanos dos continentes.
5. Série vulcânica: fluxos de lava mais jovens comprovadamente associados a aberturas vulcânicas. Werner acreditava que essas rochas refletiam os efeitos locais da queima de leitos de carvão.

O conceito básico da geologia werneriana era a crença em um oceano abrangente que gradualmente recuava para sua localização atual enquanto precipitava ou depositava quase todas as rochas e minerais na crosta terrestre. A ênfase neste oceano inicialmente universal gerou o termo "neptunismo" que se tornou aplicado ao conceito e tornou-se praticamente sinônimo do ensino werneriano, embora Jean-Étienne Guettard na França realmente tenha originado a visão. Um oceano universal levou diretamente à ideia de formações universais, que Werner acreditava que poderiam ser reconhecidas com base na litologia e na superposição. Ele cunhou o termo "geognosia" (que significa "conhecimento da Terra") para definir uma ciência baseada no reconhecimento da ordem, posição e relação das camadas que formam a Terra. Werner acreditava que a geognosia representava fato e não teoria. Seus seguidores resistiram à especulação e, como resultado, a geognosia werneriana e o neptunismo tornaram-se dogmas e deixaram de contribuir para uma maior compreensão da história da Terra.
Seu ex-aluno Robert Jameson, que mais tarde se tornou Professor Regius na Universidade de Edimburgo, fundou a Sociedade de História Natural Werneriana em 1808 em homenagem a Werner, que, enquanto debatia muitos aspectos da história natural, era um bastião da visão werneriana da Terra.

## Críticas
Um foco principal do neptunismo que provocou controvérsia quase imediata envolveu a origem do basalto. Os basaltos, particularmente formados como soleiras, foram diferenciados dos fluxos de lava superficiais, e os dois não foram reconhecidos como o mesmo tipo de rocha por Werner e seus alunos durante este período. Lavas e vulcões de origem ígnea foram tratados como fenômenos muito recentes e sem relação com o oceano universal que formou as camadas da Terra. Werner acreditava que os vulcões só ocorriam nas proximidades de leitos de carvão. A queima derreteu basaltos e wackes sobrepostos, produzindo basaltos e lavas tipicamente em baixas altitudes. O basalto em altitudes mais altas provou a Werner que eram precipitados químicos do oceano.
Uma segunda controvérsia em torno do neptunismo envolveu os problemas volumétricos associados ao oceano universal. Como ele poderia explicar a cobertura de toda a Terra e, em seguida, o encolhimento do volume do oceano à medida que as montanhas primitivas e transitórias emergiam e os depósitos secundários e terciários eram formados? O movimento de um volume significativo de água para o interior da Terra foi proposto pelo geógrafo grego clássico Estrabão, mas não foi adotado por Werner porque estava associado a conjecturas. No entanto, com suas opiniões sobre o basalto, ele não acreditava que o interior da Terra estivesse derretido. Werner parece ter se esquivado da pergunta na maior parte do tempo. Ele pensou que parte da água poderia ter sido perdida para o espaço com a passagem de algum corpo celeste. Essa interpretação, no entanto, levantou a questão relacionada de explicar o retorno das águas refletidas nas rochas secundárias.

## Publicações

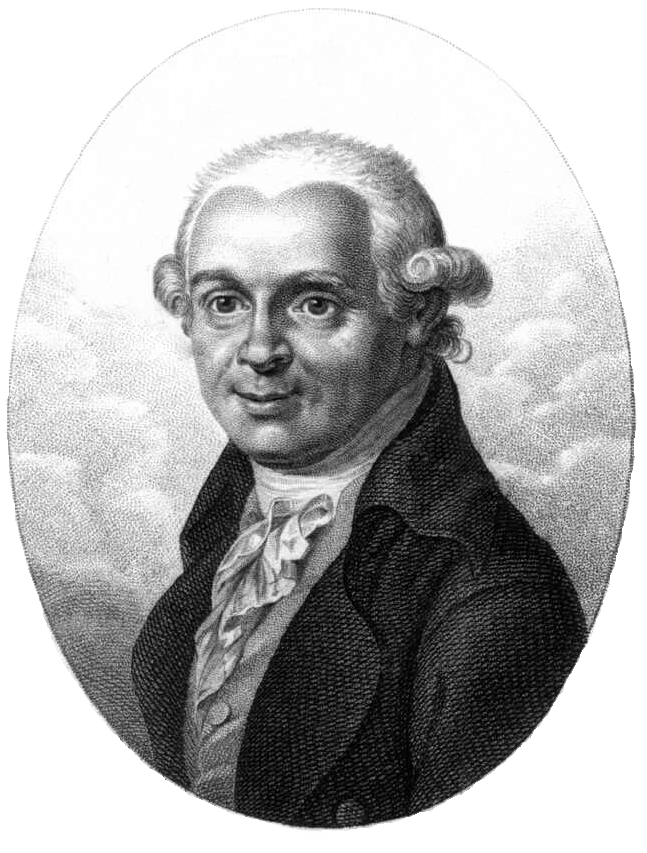
Abraham Gottlob Werner.

- Von den äusserlichen Kennzeichen der Fossilien, Leipzig 1774 ( Online) ( Online, pdf 15.2 MB)
- Von den verschiedenen Mineraliensammlungen, aus denen ein vollständiges Mineralienkabinett bestehen soll, in: Sammlungen zur Physik und Naturgeschichte, Bd. 1, 4. Stück, Leipzig 1778, S. 387–420.
- Kurze Klassifikation und Beschreibung der verschiedenen Gebirgsarten, Dresden 1787 ( Online, pdf 16.7 MB; Digitalisat und Volltext im Deutschen Textarchiv)
- Bekanntmachung einer von ihm am Scheibenberger Huegel über die Entstehung des Basaltes gemachten Entdeckung, Freiberg 1788 ( Online)
- Von den verschiedenen Graden der Festigkeit des Gesteins, als dem Hauptgrunde der Hauptverschiedenheiten der Häuerarbeiten, Freiberg 1788
- Versuch einer Erklärung der Entstehung der Vulkanen durch die Entzündung mächtiger Steinkohlenschichten, als ein Beytrag zu der Naturgeschichte des Basaltes, Zürich 1789 ( Online)
- Aeusere Beschreibung des Prehnits, nebst einigen Bemerkungen über die ihm beygelegte Benennung, so wie auch überhaupt über die Bildung einiger Benennungen natürlicher Körper von Personen-Namen, in: Bergmännisches Journal, 3. Jg., Bd. 1, 1790, S. 99–112.
- Neue Theorie von der Entstehung der Gänge, mit Anwendung auf den Bergbau besonders den freibergischen, Freiberg 1791 ( Online google book), ( Online ETH)
- Ausführliches und systematisches Verzeichnis des Mineralien-Kabinets des weiland kurfürstlich sächsischen Berghauptmans Herrn Karl Eugen Pabst von Ohain, der Leipziger und St. Petersburger ökonomischen Gesellschaft Mitgliede, und der königlich sardinischen Gesellschaft der Wissenschaften zu Tur, Freiberg/Annaberg 1791 ( Online)
- Oryktognosie oder Handbuch für die Liebhaber der Mineralogie, Leipzig 1792 ( Online)
- Abraham Gottlob Werners letztes Mineral-System. Aus dem Nachlasse auf oberbergamtliche Anordnung herausgegeben und mit Erläuterungen versehen (von Johann Carl Freiesleben). Freiberg, Wien 1817, 58 S.